# Robert Jaulin
Robert Jaulin, francoski etnolog, * 7. marec 1928, Le Cannet, Alpes-Maritimes, Francija, † 21. november 1996, Grosrouvre, Francija. 
Znan je po konceptu etnocida iz leta 1970 v katerem je za razliko od genocida, v katerem se fizično uniči ljudi, v etnocidu uniči avtohtono kulturo določenih ljudi. 

### V sodelovanju
- De l'ethnocide, 10/18
- Anthropologie et calcul, Paris, 10/18, 1970
- L'Ethnocide à travers les Amériques, Paris, Éditions Fayard, 1972 (translated in Spanish, Editores Siglo XXI, 1976)
- Pourquoi les mathématiques ?, Paris, 10/18, 1974
- La Décivilisation, Bruxelles, Éditions Complexe, 1974

### Posmrtno
Exercices d'ethnologie, de Robert Jaulin, Roger Renaud (Éditeur), Paris, Éditions P.U.F., 1999